# Derek William Lomax
Derek William Lomax (Birmingham, 1933 - 12 de marzo de 1992) fue un escritor e hispanista británico, especializado en la literatura medieval española.
Estudió Historia Moderna en Oxford, y después de conseguir el título decidió especializarse en historia de España. Escribió su tesis sobre la Orden de Santiago (La orden de Santiago, 1170-1275), obra de referencia sobre la historia de dicha orden. Publicó varios libros sobre las costumbres y usos de la Edad Media en la Península y sobre la reconquista española en los que sostiene que no existió como tal, sino que es algo inventado por los cristianos españoles tras la conquista omeya de Hispania.
En el ámbito docente destacó como profesor de la Universidad de Liverpool, desde 1959 hasta 1972. En Birmingham trabajó durante casi dos décadas, transformando su centro de estudios en uno de los más influyentes en cuanto al estudio de la literatura española. Al morir se encontraba preparando un estudio sobre la historia del cristianismo en España.

## Obras
Selección de obras:
- La Reconquista Barcelona : Crítica, 1984.[6] ISBN 84-7423-233-3
- Crónica de las tres órdenes de Santiago, Calatrava y Alcántara Francisco de Rades y Andrada, Derek W. Lomax Barcelona : El Albir, 1980. ISBN 84-7370-043-0
- Siervos liberados: los movimientos campesinos medievales y el levantamiento inglés de 1381 R. H. Hilton, Derek W. Lomax Madrid : Siglo Veintiuno de España, 1978. ISBN 84-323-0310-0

Homenajes
- Sociedad Española de Estudios Medievales, ed. (1995). Medievo hispano : estudios in memorian del Prof. Derek W. Lomax.. ISBN 84-605-2437-X.